# FRONTIER (小比類巻かほるのアルバム)
「FRONTIER」（フロンティア）は、1992年9月10日に発売された小比類巻かほる9枚目のオリジナルアルバム。

## 概要
オリジナルとしては前作「silent」から約1年振りのアルバム。
「Smile for Me」(アルバムバージョン)、「コントロール」の先行シングル2曲を収録。

## 収録曲
1. コントロール
2. Let's Share Love
3. Tears of joy
4. タンジェリン・ムーンナイト
5. Good-bye Kiss
6. ガラスのメリーゴーランド
7. ハートのスペース
8. 探してエンジェル
9. Frontier
10. Smile for Me (Space of Love Mix)